# Langenfeld Longhorns
Die Langenfeld Longhorns sind ein deutscher American-Football-Verein aus Langenfeld in Nordrhein-Westfalen. Seit der Saison 2017 spielen die Longhorns in der GFL2 Nord, der zweithöchsten Spielklasse Deutschlands.

## Geschichte
Die Longhorns wurden im Jahr 1990 gegründet. Nachdem 1991 nur Freundschaftsspiele bestritten wurden, stieg das Team 1992 unter Head Coach Karl-Heinz Hallen in den regulären Ligabetrieb ein. Nach einigen Spielzeiten in der vierten und fünften Liga stiegen die Longhorns 1996 in die Regionalliga (3. Liga) auf, allerdings im folgenden Jahr wieder in die Oberliga ab. Doch es gelang der sofortige Wiederaufstieg und nach zwei Jahren in der Regionalliga gelang 2000 mit dem zweiten Platz der Aufstieg in die GFL2 Nord. Dort konnte man sich gut etablieren, in der Saison 2007 belegten die Longhorns den zweiten Tabellenrang. In der Saison 2008 konnten die Mannschaft lange um den Titel mitspielen, musste sich jedoch am Ende mit dem dritten Platz begnügen. Die Spielzeit 2009 schlossen die Longhorns unter Head Coach Sherman „DJ“ Anderson auf dem vierten Tabellenplatz ab.
2009 wurde unter Head Coach Mario Corosidis ein zweites Senioren-Team „Seniors 2“ gegründet, das ab der Saison 2010 einen geregelten Spielbetrieb aufgenommen hat.
Im Jahre 2011 musste die Lizenz für die GFL2 aufgrund eines Insolvenzeröffnungsverfahrens zurückgegeben werden. Die zweite Mannschaft war daraufhin die einzige noch vorhandene Senioren-Mannschaft, so dass die Langenfeld Longhorns nun mehr wieder in der sechsten Liga anzufangen hatten. Den einzigen Titel der Saison 2011 sicherten sich die Bambini Flags in der D-Jugend Nordrhein-Westfalen. Dies war der erste Titelgewinn, nachdem das Team zuvor die Düsseldorf Panther und die Duisburg Dockers bzw. die Duisburg Thunderbirds vor sich lassen musste. 2012 konnte man diesen Erfolg wiederholen. 2013 gelang den Longhorns wieder der Aufstieg in die Regionalliga West, der sie bis zur Saison 2016 mit steigendem Erfolg angehörten. Die Regionalliga-Saison 2016 schlossen die Longhorns als Tabellenerster ab und stiegen damit erneut in die GFL2 Nord auf.
In der Saison 2017 überraschten die Longhorns und schlossen als Tabellenvierter, punktgleich mit den ebenfalls aufgestiegenen Rostock Griffins ab, die jedoch das bessere Touchdown-Verhältnis hatten. Auch in der Saison 2018 belegte das Team mit sechs Siegen und acht Niederlagen als Fünfter einen Platz im Tabellenmittelfeld. In der Saison 2019 wurden die Longhorns mit 8 Siegen und 6 Niederlagen wieder Saisonvierter und wiesen erstmals seit Wiederaufstieg eine positive Punkte- und TD-Punkte-Bilanz auf. Herausragender Spieler der Saison war der US-Leihspieler Jarvis McClam mit 24 TD-Pässen und 23 Touchdowns durch Rushing.

## Weitere Teams
- U19 (U19 Regionalliga NRW)
- U16 (U16 Verbandsliga West NRW)
- U13 (U13 Regionalliga NRW)
- U10 (U10 5er-Tackle NRW West)
- Senior Flag (5er Flag SFL)